# Ocotea acuminatissima
Ocotea acuminatissima är en lagerväxtart som först beskrevs av Cyrus Longworth Lundell, och fick sitt nu gällande namn av J.G. Rohwer. Ocotea acuminatissima ingår i släktet Ocotea och familjen lagerväxter. Inga underarter finns listade i Catalogue of Life.